# Districte de Leuk

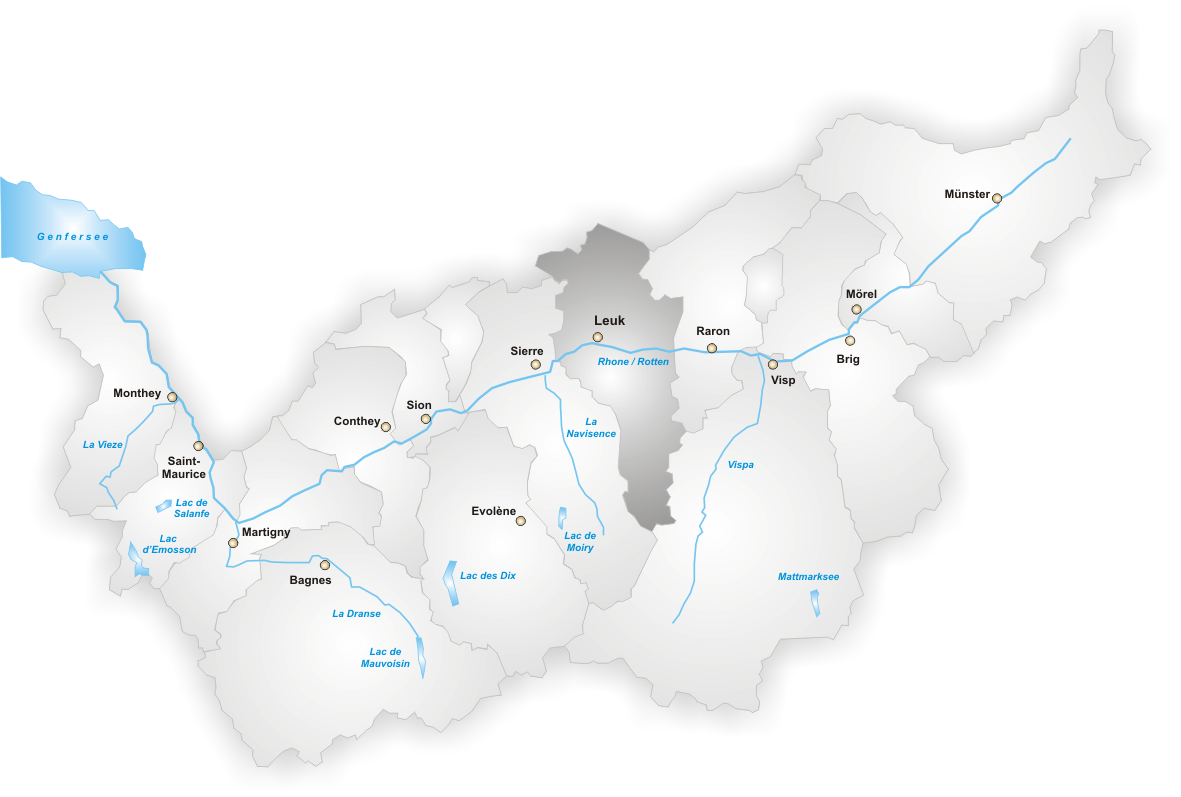
El Districte de Leuk

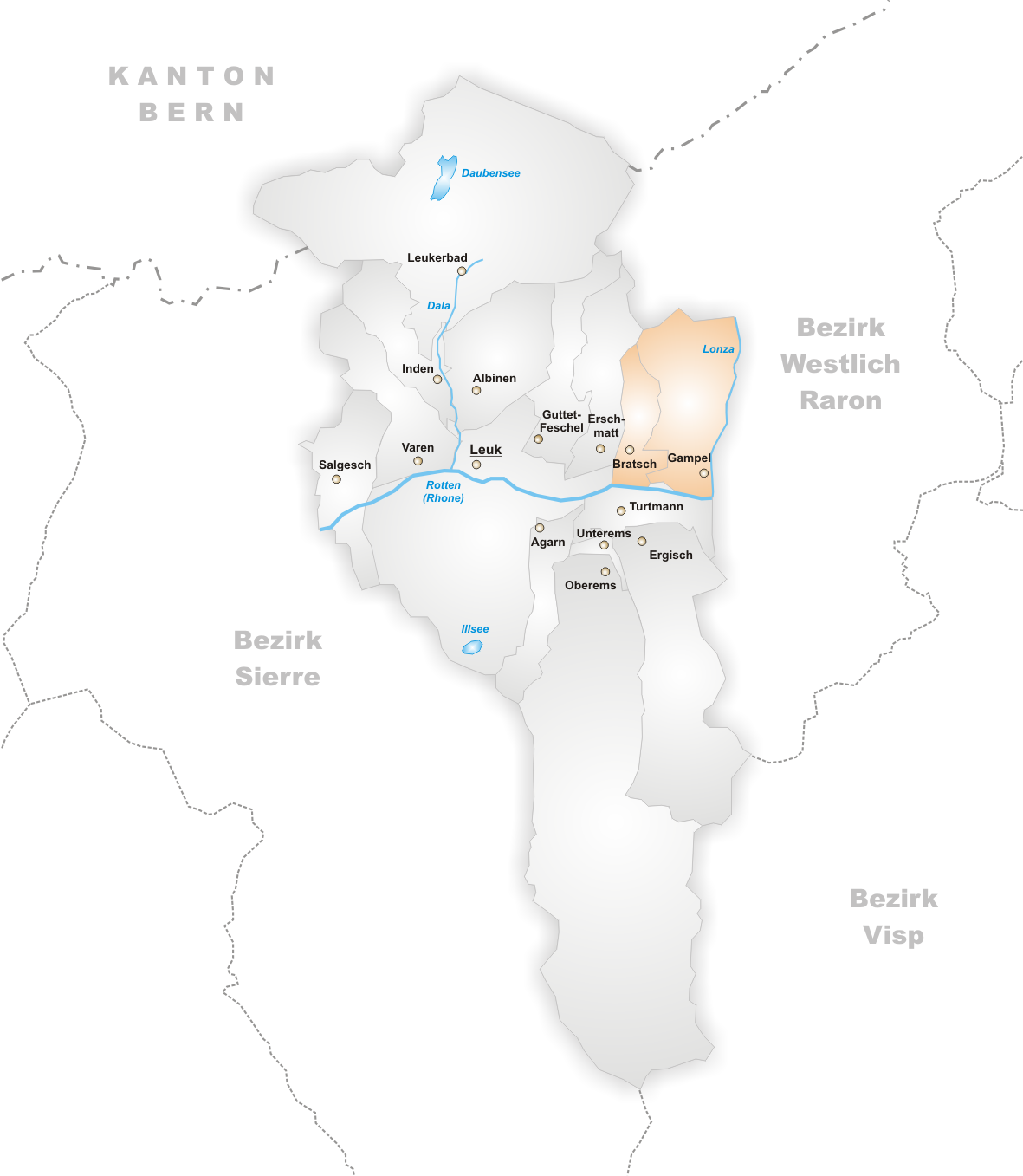
Municipis del districte de Leuk

El Districte de Leuk (en francès District de Loèche) és un dels 13 districtes del cantó suís del Valais. Té una població de 12119 habitants (cens de 2006) i una superfície de 335,9 km². Està compost per 15 municipis i el cap del districte és Leuk. Està situat a la zona de llengua alemanya del cantó.

## Municipis
- 3951 - Agarn
- 3955 - Albinen
- 3947 - Ergisch
- 3957 - Erschmatt
- 3945/3957 - Gampel-Bratsch
- 3956 - Guttet-Feschel
- 3953 - Inden
- 3953 - Leuk
- 3954 - Leukbad
- 3948 - Oberems
- 3970 - Salquenen
- 3946 - Tourtemagne
- 3948 - Unterems
- 3969 - Varonne